# Maruggio
Maruggio – miejscowość i gmina we Włoszech, w regionie Apulia, w prowincji Tarent.
Według danych na rok 2004 gminę zamieszkiwały 5363 osoby, 111,7 os./km².

## Linki zewnętrzne

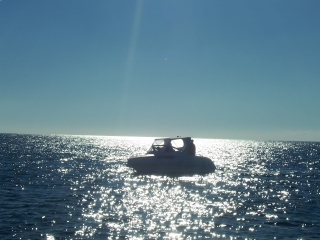
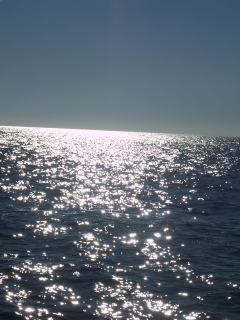
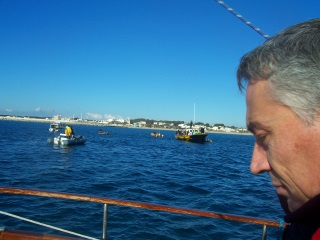